# Municipio de Stokes (condado de Logan)
El municipio de Stokes (en inglés: Stokes Township) es un municipio ubicado en el condado de Logan en el estado estadounidense de Ohio. En el año 2010 tenía una población de 4613 habitantes y una densidad poblacional de 46,58 personas por km².

## Geografía
El municipio de Stokes se encuentra ubicado en las coordenadas 40°29′33″N 83°56′12″O / 40.49250, -83.93667. Según la Oficina del Censo de los Estados Unidos, el municipio tiene una superficie total de 99.03 km², de la cual 84.35 km² corresponden a tierra firme y (14.82%) 14.67 km² es agua.

## Demografía
Según el censo de 2010, había 4613 personas residiendo en el municipio de Stokes. La densidad de población era de 46,58 hab./km². De los 4613 habitantes, el municipio de Stokes estaba compuesto por el 97.72% blancos, el 0.35% eran afroamericanos, el 0.3% eran amerindios, el 0.13% eran asiáticos, el 0.02% eran isleños del Pacífico, el 0.2% eran de otras razas y el 1.28% pertenecían a dos o más razas. Del total de la población el 1.21% eran hispanos o latinos de cualquier raza.